# Cabuts

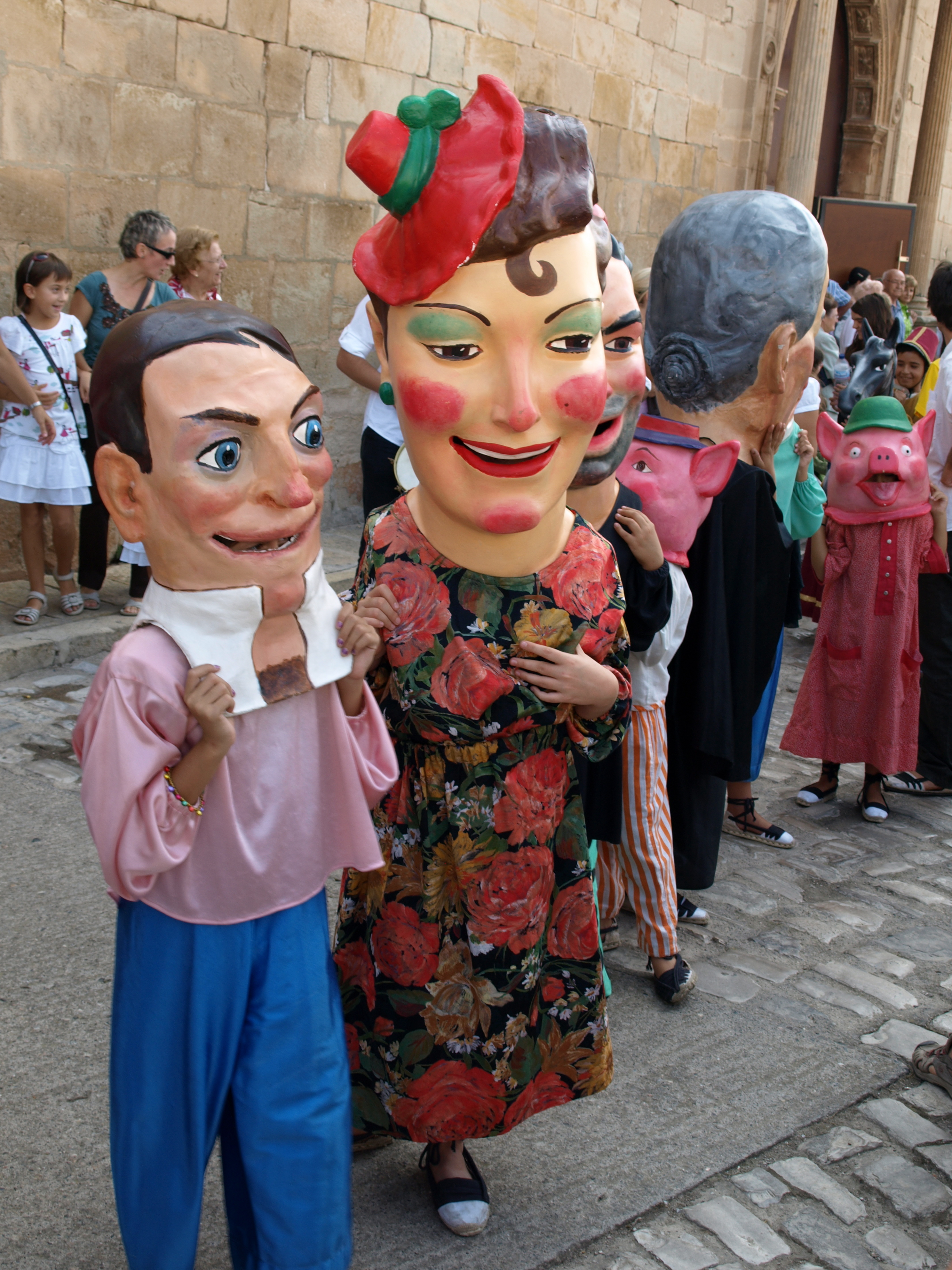
Cabezudos en Bellpuig

Los cabezudos, también llamados cabuts, capgrossos, cabeçuts, caparrots, cabets, nanos o nanets, son figuras antropomorfas típicas de las fiestas populares de Cataluña, la Comunidad Valenciana, islas Baleares y del País Vasco (donde se llaman Buruhandiak o Kilikiliak).
Los "nanos" son aquellas cabezas, a veces con cuerpo incluido, que con una persona en su interior dan la sensación de una figura humana acortada. Para producir este efecto, la mirilla del portador está en la frente o en el sombrero de la figura. El cabezudo, en cambio, es una prótesis en forma de cabeza, generalmente humana, que se coloca sobre los hombros del portador y da el efecto de un personaje deforme, con la cabeza desmesurada. El portador suele ver por la boca o por el cuello.
La función que tienen dentro de la fiesta es diversa. Algunos abren paso y mantienen el orden en las procesiones y en los desfiles; por eso algunos de los cabezudos más antiguos llevan o han llevado látigos, maderas y vejigas para cumplir esa función. Otros han representado personajes concretos, en comparsas teatralmente organizadas expresamente. Una tendencia reciente es utilizar un cabezudo como elemento de homenaje local. Mayoritariamente, nanos y cabezudos son elementos vinculados a las comparsas de gigantes, aunque también los hay que pertenecen a comparsas totalmente autónomas.
En Cataluña son famosos los nanos de Olot, por su coreografía, y los de Tarragona y Mataró, por su indumentaria. En Terrassa, durante la Fiesta Mayor, se estrena el Cabezudo del año, que homenajea la testa de un personaje popular que haya destacado por su aportación a la ciudad de Terrassa.
Los nanos de Ulldecona fueron realizados por el artista Vicent Barrera Carapuig y Joan Casola Bel.